# Luxgen M7
Der Luxgen M7, früher auch als Luxgen7 MPV vermarktet, ist ein Van der taiwanischen Automobilmarke Luxgen. Der 7 wurde ab dem 6. Januar 2009 von der chinesischen Geely International Corporation in Hangzhou, Zhèjiāng Shěngim Auftrag von Yulon gebaut. In Taiwan selbst, wurde die Marke erst am 19. August 2009 erstmals der Öffentlichkeit vorgestellt.
Der Luxgen7 MPV bietet Platz für sieben Personen. Das Fahrzeug wurde auf der L7-Plattform des Renault Espace IV errichtet. Als Motorisierung setzt Yulon einen Reihen-4-Zylinder 129 kW starken Ottomotor mit einem Hubraum von 2198 cm³ aus dem Hause der ChungHwa Engine Corporation ein. Der US-amerikanische Hersteller Delphi steigert dessen Leistung. Das verwendete 5-Stufen-Manumatic-Getriebe kommt vom Automobilteilezulieferer Aisin Seiki. Hauptkonkurrenten sind der Toyota Previa und der Honda Odyssey.
Der MPV bietet als Standard ABS, EBD, BAS, ESP und die Audiosteuerung Luxgen Think+. Das dafür notwendige Computersystem wird von der HTC Corporation bezogen und verwendet das Microsoft Windows CE. Über eine 3.5G-Internetverbindung wird das Navigationssystem über die Verkehrsverhältnisse, Einkaufs- und Reiseinformationen ständig aktualisiert.
Der MPV war in mehreren Ländern erhältlich. Hauptmärkte waren der Nahe Osten, Volksrepublik China und die Taiwan.

## Modellübersicht

### EV+
Unter Hilfe der AC Propulsion entwickelte Luxgen den Luxgen EV+. Dessen Höchstgeschwindigkeit liegt bei 145 km/h, seine maximale Reichweite bei 350 km. Der Elektromotor hat eine Leistung von 180 kW. Der EV+ wird zusammen mit dem MPV auf mehreren Märkten angeboten.

### CEO
Eine dritte Modellvariante, der Luxgen7 CEO, kam im Januar 2010 auf den Markt. Er stellt das Luxusmodell der Serie 7 und basiert auf dem MPV. Serienmäßig ist der CEO das am besten ausgestattete Modell der Marke. Das Modell bietet Platz für vier Personen und gilt als direkter Konkurrent zu Land Rover und Mercedes-Benz.